# Clathria tuberosa
Espèce
Clathria tuberosa est une espèce d'éponge de la famille des Microcionidés. Cette espèce vit dans les eaux tropicales de l'océan Pacifique.